# فرودگاه بین‌المللی اسن‌بوغا
فرودگاه بین‌المللی اَسَن‌بوغا (به ترکی استانبولی: Esenboğa Uluslararası Havalimanı) در آنکارا در سال ۱۹۵۵ در دشت چوبوک در ۲۸ کیلومتری آنکارا احداث گردید.

## ویژگی‌های فرودگاه
فرودگاه بین‌المللی اسن‌بوغا بر اساس درجه‌بندی ایکائو در طبقه‌بندی ۲ و ۳ قرار دارد. این فرودگاه در زمینی به مساحت ۷٫۵ میلیون متر مربع احداث شده‌است و ترمینال پروازهای داخلی آن ۷٬۵۰۰ متر مربع و ترمینال پروازهای خارجی آن نیز ۷٬۹۵۰ متر مربع مساحت دارد. بر اساس داده‌های سازمان آمار فرودگاه‌های ترکیه فرودگاه اسن‌بوغا با انتقال ۷٬۷۵۹٬۴۷۲ مسافر بعد از فرودگاه‌های آتاترک، آنتالیا و صبیحه گوکچن از لحاظ ترابری در ردهٔ چهارم قرار داشته‌است.
فرودگاه دارای دو پیست بتن کامپوزیت در ابعاد ۳۷۵۰ در ۶۰ متر و ۳۷۵۰ در ۴۵ متر می‌باشد.
ترمینال‌های فرودگاه دارای کلینیک، داروخانه، شعبه وزارت دارایی، پست، بانک، فست فود، کافه تریا، روزنامه فروشی و فروشگاه صنایع دستی می‌باشند. این فرودگاه در سال ۲۰۰۹ از سوی شورای فرودگاه‌های بین‌المللی اروپا عنوان بهترین فرودگاه را در آن سال به دست آورد.
فرودگاه مزبور که از سوی شرکت خصوصی تاو مدیریت می‌شود در طبقه‌بندی فرودگاه‌های با ظرفیت ۵ تا ۱۰ میلیون مسافر بهترین فرودگاه اروپا اعلام گردید. این جایزه به دلیل حساسیت نسبت به مسائل زیست محیطی، کیفیت، امنیت، محدوده‌های تجاری و روانی ترافیک به این فرودگاه اعطا شده‌است.

## شرکت‌های هواپیمایی و مقصدهای پروازی
| شرکت‌های هواپیمایی                  | مقصدهای پروازی |
| ---------------------------------- | --- |
| هواپیمایی آریانا                   | میدان هوایی بین‌المللی حامد کرزی |
| آذربایجان ایرلاینز                 | حیدر علی‌اف |
| یورو وینگز اجرا توسط جرمن‌وینگز     | فصلی: دورتموند، دوسلدورف، اشتوتگارت |
| جرمنیا فلوگ                        | فصلی: زوریخ |
| ایران ایر                          | امام خمینی |
| هواپیمایی عراق                     | بغداد |
| کام ایر                            | میدان هوایی بین‌المللی حامد کرزی، بین المللی مولانا جلال الدین محمد بلخی |
| لوفت‌هانزا                          | مونیخ |
| هواپیمایی ماهان                    | امام خمینی |
| پگاسوس ایرلاینز                    | ملکه علیا، میلاس-بودروم، کلن بن، دوسلدورف، اربیل، صبیحه گوکچن، عدنان مندرس، کیف ژولیانی، ارجان، اودسا، اشتوتگارت |
| هواپیمایی قطر                      | حمد |
| هواپیمایی سعودی                    | ملک عبدالعزیز، شاهزاده محمد بن عبدالعزیز |
| سان اکسپرس                         | بروکسل (پایان در ۲۹ سپتامبر ۲۰۱۷), هامبورگ، وین |
| سان‌اکسپرس دویچلند                  | دوسلدورف، فرانکفورت، مونیخ، اشتوتگارت |
| ترکیش ایرلاینز                     | آتاترک، صبیحه گوکچن، ونوکووا فصلی: برلین تگل، کپنهاگ، فرانکفورت، هامبورگ، استکهلم-آرلاندا، اشتوتگارت، امام خمینی، وین |
| ترکیش ایرلاینز اجرا توسط آنادولوجت | آدانا، آدیامان، آغری، قاضی پاشا، آنتالیا، باتمان، باتومی، میلاس-بودروم، ینی‌شهر، ساناککاله، دالامان، دنیزلی کاردیک، دیاربکر، ادرمیت کورفز، الازیغ، ارجان، ارزنجان، ارزروم، اوگوزلی، هاتای، Iğdır، صبیحه گوکچن، اسپارتا سلیمان دمیرل، عدنان مندرس، قارص، ایستگاه هوایی نیروی دریایی سنگیز توپل، Kütahya، ارهاچ، ماردین، اماسیا مرزیفون، موش، نوشهر کاپادوکیه، Ordu–Giresun، چهارشنبه سامسون، شانلی‌اورفه، Şırnak، تفلیس، تکیرداغ چورلو، ترابزون، فرید ملن چارتر: امام خمینی |
| هواپیمایی ترکمنستان                | عشق‌آباد |
| هواپیمایی بین‌المللی اوکراین        | بوریسپیل |
| زاگرس‌جت                            | اربیل |

## آمار
(*) Preliminary data.